# 赵括
赵括（—前260年），战国时期赵国的将领。其父为赵国名将马服君赵奢，故稱马服子。

## 史书记载
赵括年幼时在其父赵奢的影响下熟读兵书、能言善辩，沒有实战经验却以為天下沒有人的兵法比得上自己。趙奢與趙括討論兵法難不倒他，但並不稱讚他善於作戰。趙括母親問趙奢原因，趙奢說：「用兵作戰，是生死攸關的大事，但趙括竟然把它說成是容易的事。假如趙國不任命趙括為將領也就算了，若一定要他領兵作戰，使趙軍大敗的一定是他了。」
赵孝成王六年（前260年），赵国中秦国的反间计，用赵括代替廉颇为将領。上卿藺相如帶病進諫趙王不可任命趙括為將，認為趙括只懂得讀趙奢留下的書而不知變通；赵括之母也上书赵王，说赵括不能为将，指出赵括既不像趙奢那樣對人謙卑態度友好，把所得賞賜分給軍吏和僚屬，也不如父親般因公忘私，反而使得軍吏人人害怕，可見趙括和父親趙奢心地不同（并未提到能力），希望趙王不要派他上陣。然而赵王不听二人的進諫而堅持任命。于是赵母請求趙王，如果赵括战败，希望自己可以不受株连，赵王同意。
赵括上任后便改守为攻，在长平（今山西高平西北）主动引兵出击，被秦军包围。期间曾多次突围，但均不成功。在被围46天后，趙括親率精兵突圍，於陣內英勇殺敵，白起下令秦軍放箭，趙括咽喉中箭而死。余万赵兵損失過半，剩餘的20萬趙兵被迫投降，秦将白起因為糧食不足等原因，將趙國兵卒全部坑杀。此役为著名的长平之战。
赵括因战败而断送40余万将士性命和赵国前途而成为千古笑柄，其事蹟為後人稱為成语「纸上谈兵」（戰國時代尚未發明紙）。赵括战败后，趙王因為當初與赵母有言在先，免赵母受到株连。

## 其他
唐人元稹樂府詩《夫遠征》說的就是趙括一事：
「趙卒四十萬，盡為坑中鬼。

趙王未信趙母言，猶點新兵更填死。

填死之兵兵氣索，秦強趙破括敵起。

括雖專命起尚輕，何況牽肘之人牽不已。

坑中之鬼妻在營，髽麻戴絰鵝雁鳴。

送夫之婦又行哭，哭聲送死非送行。

夫遠征，遠征不必戍長城，出門便不知死生。」